# 横浜市南公会堂

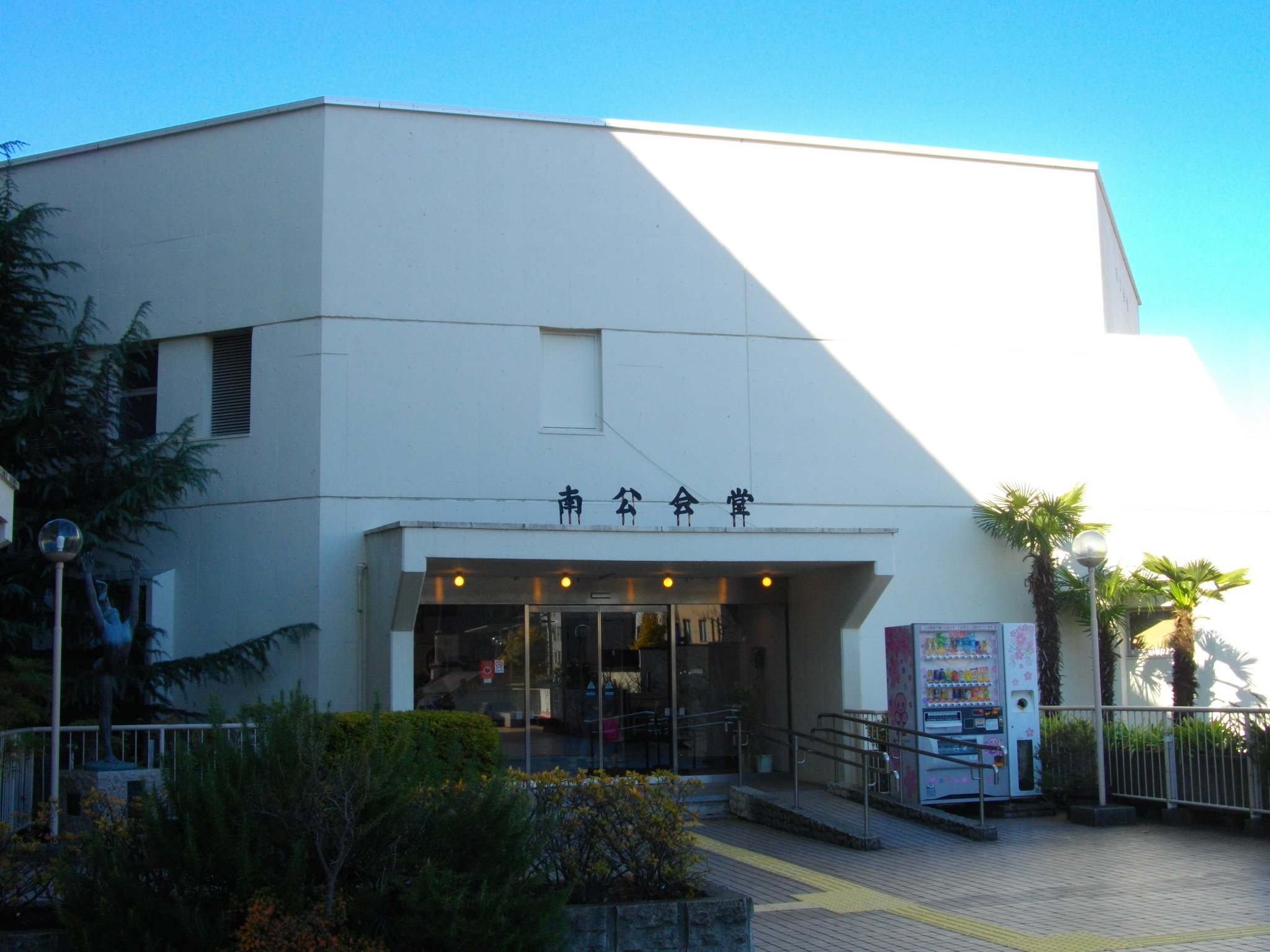
旧南公会堂(花之木町)

横浜市南公会堂（よこはましみなみこうかいどう）は、神奈川県横浜市南区にある横浜市立の公会堂である。

## 概要
1974年（昭和49年）花之木町3丁目で開館。旧庁舎の老朽化に伴い、2016年（平成28年）1月、浦舟町に総合庁舎と共に移転した。
新しい公会堂では、プロセニアム形式の他、反響板も設置されている。

## 施設
講堂
559席（固定席408席／移動席151席）、629m²。楽屋（4部屋）
1号会議室
18席、39m²。2号会議室と二間続きでの利用も可能。
2号会議室
18席、39m²。1号会議室と二間続きでの利用も可能。
3号会議室（和室）
12畳、35m²。
リハーサル室
69m²

## 交通
- 横浜市営地下鉄ブルーライン阪東橋駅徒歩8分
- 京浜急行電鉄黄金町駅徒歩14分